# Архиепархия Ранчи
Архиепархия Ранчи (лат. Archidioecesis Ranchiensis) — архиепархия Римско-Католической церкви c центром в городе Ранчи, Индия. В митрополию Ранчи входят епархии Далтонганджа, Думки, Гумлы, Кхунти, Порт-Блэра, Симдеги, Хазарибагха. Кафедральным собором архиепархии Ранчи является Собор Непорочного Зачатия Святой Марии.

## История
25 мая 1927 года Римский папа Пий XI издал буллу In omnes christiani, которой учредил епархию Ранчи, выделив её из архиепархии Калькутты. В этот же день епархия Ранчи вошла в митрополию Калькутты.
14 июня 1951 года и 13 декабря 1951 года епархия Ранчи передала часть своей территории для возведения новых епархий Самбалпура и Райгарха-Амбикапура (сегодня — Райгарха и Епархия Амбикапура).
9 сентября 1953 года Римский папа Пий XII издал буллу Mutant res, которой возвёл епархию Ранчи в ранг архиепархии.
В следующие годы архиепархия Ранчи передала часть своей территории для возведения новых церковных структур:
- 5 июня 1971 года — епархии Далтонганджа;
- 22 июня 1984 года — епархии Порт-Блэра;
- 28 мая 1993 года — епархиям Гумлы и Симдеги;
- 1 апреля 1995 года — епархии Кхунти.

## Ординарии архиепархии
- епископ Ludovic Van Hoeck (15.02.1928 — 30.04.1933);
- епископ Oscar Sevrin (9.04.1934 — 13.12.1951) — назначен епископом епархии Райгарха-Амбикапура;
- архиепископ Niclas Kujur, S.J. (13.12.1951 — 24.07.1960);
- архиепископ Pius Kerketta (7.03.1961 — 7.08.1985);
- кардинал Телесфор Пласидус Топпо (7.08.1985 — 24.06.2018);
- архиепископ Феликс Топпо (24.06.2018 — 30.12.2023, в отставке);
- архиепископ Vincent Aind (30 декабря 2023 — по настоящее время).

## Источник
- Annuario Pontificio, Ватикан, 2007
- Булла In omnes christiani Архивная копия от 3 марта 2013 на Wayback Machine, AAS 19 (1927), стр. 375  (лат.)
- Булла Mutant res Архивная копия от 3 сентября 2013 на Wayback Machine, AAS 46 (1954), стр. 83  (лат.)